# Orbitador del transbordador espacial

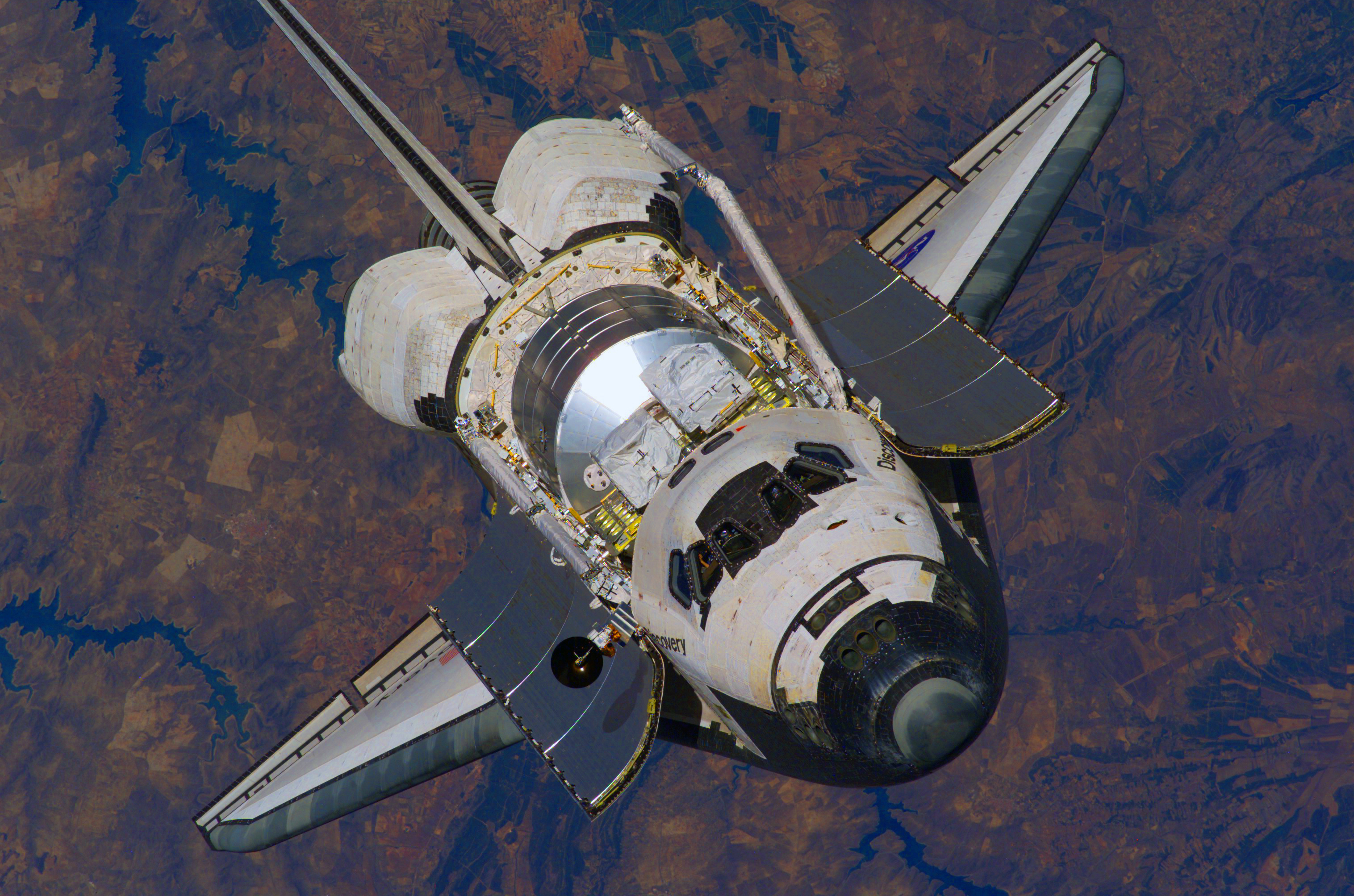
El Discovery se aproxima a la EEI en la STS-121

El orbitador es la parte del sistema de transbordador espacial que se sitúa en órbita alrededor de la Tierra y que vuelve para aterrizar en una pista. El vehículo tiene la apariencia de un avión y puede llevar una tripulación de hasta diez miembros (aunque lo habitual son siete). El orbitador mide 37,2 m de longitud, 24 m de anchura máxima entre alas y pesa 75 toneladas vacío. La mayor parte de su sección intermedia es un compartimiento donde se lleva la carga que normalmente consiste en satélites, suministros para la Estación Espacial Internacional y material clasificado en misiones del Departamento de Defensa de EE. UU.
Tiene tres motores que toman su combustible del tanque externo. Estos motores proporcionan cerca del 20% del empuje que necesita el sistema para ascender y ponerse en órbita (el resto del empuje lo proporcionan los dos cohetes que se lanzan junto con el vehículo y el tanque de combustible) y está cubierto por un sistema de protección térmica (TPS)

## Lista de orbitadores
- Enterprise: Fue el primer orbitador que se construyó, pero nunca se habilitó para lograr órbita. Se diseñó y construyó como modelo de prueba y cumplió varias misiones de vuelo y planeo lanzado desde un avión convencional.
- Columbia: Primer orbitador habilitado para ir al espacio. Primer vuelo el 12 de abril de 1981. También transportó el primer Laboratorio Espacial (Spacelab) en noviembre de 1983. Se desintegró el 1 de febrero de 2003 durante su reingreso a la Tierra debido a un fallo en el sistema de protección térmica.
- Challenger: Segundo Orbiter. Realizó su primer vuelo en 1983. Se destruyó 73 segundos después de elevarse en su décima misión debido a un fallo del anillo de sellado del propulsor auxiliar derecho que provocó la explosión del tanque de combustible y la destrucción del sistema el 28 de enero de 1986.
- Discovery: Tercer Orbiter. Realizó su primer vuelo el 30 de agosto de 1984.
- Atlantis: Cuarto Orbiter. Realizó su primer vuelo en 1985.
- Endeavour: El más reciente de los orbitadores, construido para reemplazar al Challenger. Realizó su primer vuelo en mayo de 1992 y su 25.ª y última misión en 2011.

- Datos: Q1064394
- Multimedia: Space Shuttle orbiters / Q1064394